# Bardo (buddhismus)

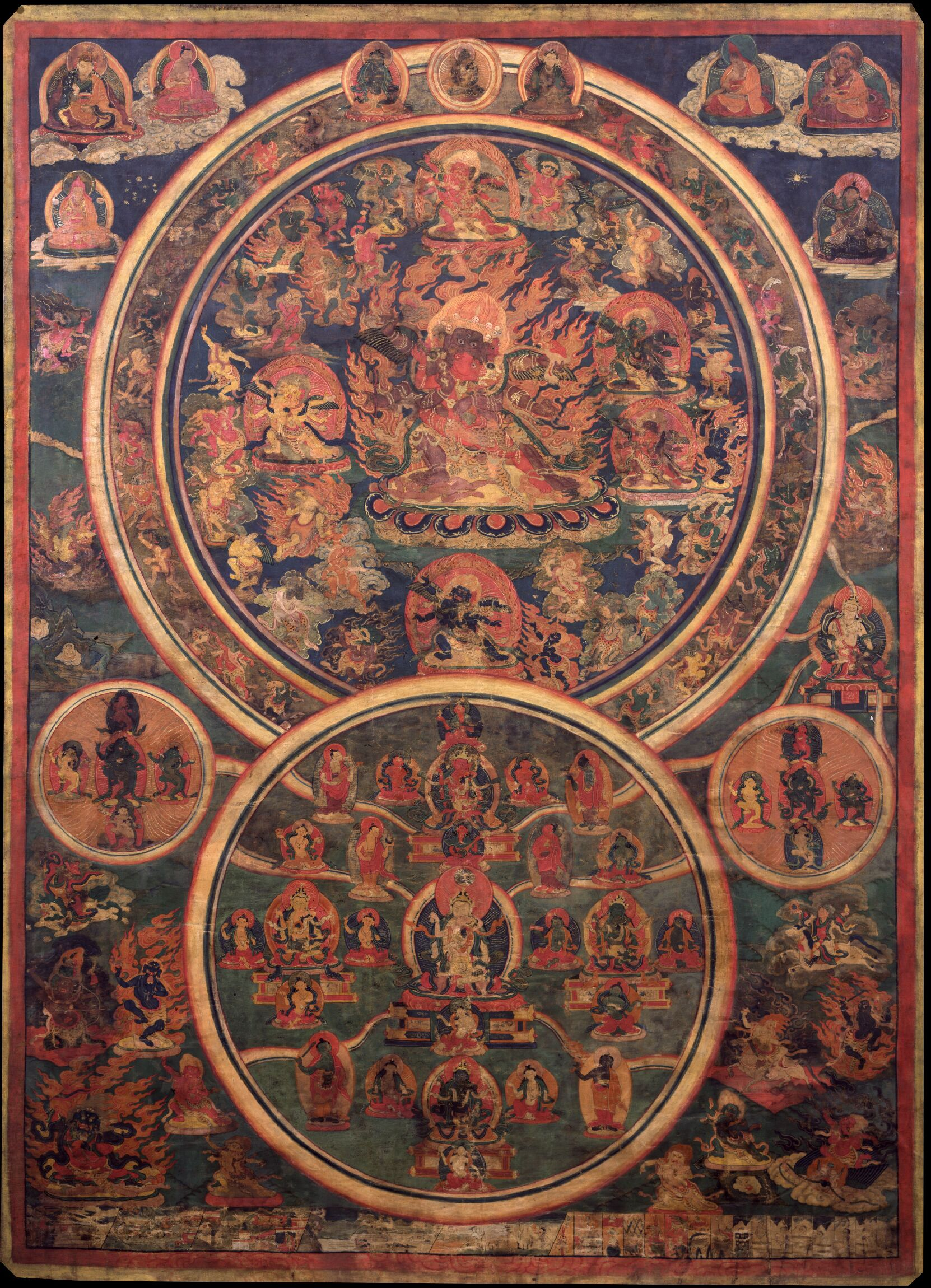
Tibetská ilustrace pokojných a hněvivých božstev posmrtného přechodného stavu (bardo). Někteří buddhisté jsou přesvědčeni, že když zemřelý prochází přechodným stavem, bude mít vize různých božstev.

Bardo (sanskrt: antarabhawa) je tibetský buddhistický termín, který označuje různé stavy mezi smrtí a novým zrozením v různých formách života. Doslova se tento pojem dá přeložit jako „mezistav“. Počátky užívání pojmu a konceptu barda sahají do Indie, až později se teorie barda stala součástí tradice mahájánového buddhismu a zejména vadžrajánového buddhismu. Podle těchto tradic pochází nauka o bardu od samotného Gautama Buddhy. V théravádovém buddhismu (učení starších) se však tato nauka nevyskytuje.

## Šest stavů barda
Délka období posmrtného barda se může v různých interpretacích lišit, většinou se však udává 49 dní. Tato perioda zahrnuje 4–6 následujících bard:
1. Skje-gnas bar-do  (bardo rození) – doba zahrnující dobu od těhotenství ženy nebo jiných cítících bytostí až do procesu narození,
2. Rmi-lam bar-do (bardo snění) – období, kterou člověk stráví sněním,
3. Bsam-gtan bar-do (bardo pohroužení mysli) – tento třetí stav v sobě zahrnuje období života, kterou člověk stráví skutečnou meditací např. mahámudra, dzogčhen, lamrim,
4. 'Čhi-kha'i bar-do (bardo okamžiku smrti) – doba od okamžiku, kdy člověk započal proces umírání až po oddělení vědomí od těla. Tímto bardem započínají tzv. posmrtná barda,
5. Čhos-ňid bar-do (bardo prapodstaty) dharmaty – období, kdy člověk poznává svou pravou podstatu; v prvních sedmi dnech poznává pokojná božstva, v dalších sedmi dnech pak hněvivá,
6. Srid-pa'i bar-do (bardo vznikání) – poslední fáze, která zahrnuje období, které zbývá do 49. dne od započetí posmrtného barda, tj. od barda okamžiku smrti do stavu nového barda rození.

Podle těchto nauk vize v procesu klinické smrti nejsou stavem barda dharmaty, ale pouze bardem Skje-gnas bar-do (bardo rození).
Pomyslně by se tato období daly rozdělit na dvě stejné půle. Počínaje čtvrtým bardem započíná doba, kdy vědomí člověka opouští jeho hmotné tělo a snaží se najít nové formy zrození. Tuto novou formu života určuje „vichr karmy“, který je důsledkem činů nashromážděných v předchozích formách života. Návod, jak tímto stavem úspěšně projít, poskytuje text Bardo thödol, v českém prostředí známější spíše jako „Tibetská kniha mrtvých“.

## Původ nauk o stavu barda
Nauky o bardu jsou do detailu popsány v tibetském buddhismu, např. v nauce lamrim. Poprvé se tyto nauky dostaly do západního světa při překladu Bardo thödol (Tibetské kniha mrtvých) populární termy v Tibetu, která pochází ze školy Ňingmapa (v anglickém překladu Evan-Wentz'a). Tibetský buddhismus se v naukách o bardu opírá na praktikách a praxi vadžrajány.

## Stav bardo
Podle nauk o bardu pobyt ve stavu Srid-pa'i bar-do (bardu vznikání) nastupuje poté, co se nerozpoznala přirozenost mysli průzračné světlo v čase vlastní smrti a po zakončení procesu umírání. Mysl přechází na subtilní formu, která disponuje zvláštními vlastnostmi, podle nauk lamrim Má pět hlavních vlastností:
1. vlastní všechny činnosti smyslů.
2. spontánní narození ve stavu barda s okamžitou kompletní manifestací subtilního těla.
3. tato manifestace se nedá zničit dokud nenastoupí opuštění tohoto barda přes narození, obvykle po čase 49. dnů.
4. vlastní tělo se může pohybovat bez překážek (z výjimkou speciálních míst).
5. toto subtilní tělo se může pohybovat všude po tomto bardu.

Nauky o bardu se zmiňují, že čas pobytu v tomto stavu barda končí, když se mysl narodí v samsáře, např. jako člověk. Umístí se v lůně příští matky pod vlivem silných nepřekonatelných emocí spjatých s budoucími rodiči, kteří jsou v sexuálním spojení a s kterými musí mít náležitý vztah. Tento vztah je podmíněný karmickými činy. Obdobně je tomu i v případech, kdy se mysl narodí jako jiná bytost, např. zvíře. Tyto nauky proto zdůrazňují, že narození po tomto stavu barda jako člověk je velice výjimečné, poněvadž je k tomu zapotřebí mnoho příznivých podmínek a nahromaděného nepravděpodobně velkého množství zásluh a moudrosti.